# E4.05
E4.05 är numret på infartsvägen från E4 vid Trafikplats Linköping norra (Ullevi) till centrala Linköping. Numret är av en typ som kan kallas "grenvägsnummer" och som aldrig skyltas längs vägarna, men som används "internt" av Vägverket och andra berörda. Nummerskyltar längs E4.05 talar endast om vilken väg man leds till, dvs. har streckade inramningar med i första hand "E4" (från staden och utåt).

## Ingående vägar och gator
I E4.05 ingår:
- Bergsvägen
- Västra vägen
- Ett kort stycke av Östgötagatan

## Trafikplatser, rondeller och viktiga korsningar
Här listas viktiga "trafikpunkter" längs E4.05 med vägnummer och vart vägarna leder. E-vägnummer med mellanslag är sekundära och tertiära länsvägar (E är länsbokstav för Östergötlands län) och i likhet med grenvägsnummer skyltas inte sådana vägnummer.
|  | (E4:112) | Trafikplats Linköping norra (Ullevi) | E4 Helsingborg, Mjölby, Stockholm, Norrköping; E 1136 Berg |
|  |          | Ullevirondellen                      | Skäggetorp |
|  |          |                                      | Roxviksgatan |
|  |          |                                      | E 1030 Skäggetorp, Malmslätt; E 5012 (Tornbyvägen) Tornby |
|  |          | Bergsrondellen                       | E 5003 (Industrigatan/Y-ring) universitetet, Vimmerby, järnvägsstation, Västervik                                                                                       |
|  |          |                                      | E 5002 (Grenadjärgatan) Barhäll, Skäggetorp |
|  |          | Abiskorondellen                      | E 5014 (Vasavägen) Vasastaden, järnvägsstation; Götgatan |
|  |          | Östgötag./Malmslättsv./Storg.        | E 5006 (Östgötagatan/C-ring) länsmuseum; E4.04 (Malmslättsv./Storg.) Helsingborg, Stockholm, Motala, Vimmerby, Centrum; E 5006 (Kaserngatan/C-ring) Garnisonen, sjukhus |